# Jane Fawcett
Jane Carolin (ou Caroline) Fawcett, née Hughes ( 4 mars 1921 - 21 mai 2016), est une cryptologue britannique. Elle est principalement connue pour avoir décrypté au cours de la Seconde Guerre mondiale un message qui aura permis de neutraliser le cuirassé allemand le Bismarck. Dans les années 1960, elle est également la secrétaire générale de l'association britannique The Victorian Society (en), chargée de la préservation du patrimoine de l'époque victorienne.

## Jeunesse et éducation
Jane Carolin Hugues naît le 4 mars 1921 à Kensington. Son père, George Hughes, est greffier de la Goldsmiths’ livery company. Elle  grandit à Londres, où elle suit les cours de l'école pour fille de Mademoiselle Ironside (en) de Kensington. Suivant des cours de danse classique, elle est admise au Royal Ballet de Londres mais abandonne l'idée d'en faire sa carrière lorsque Ninette de Valois, sa professeure principale, lui annonce qu'elle est trop grande pour être danseuse professionnelle. Elle part à Zurich en Suisse alémanique poursuivre ses études et apprendre l'allemand. 
Six mois plus tard, ses parents lui intiment de rentrer en Angleterre pour être présentée comme débutante. Peu intéressée par ce style de vie, elle choisit à l'invitation d'une de ses amies de déposer sa candidature pour prendre part au projet de décryptage installé à Bletchley Park.

## Bletchley Park
En 1940, elle obtient un entretien avec le cryptanaliste Stuart Milner-Barry, et rejoint le programme Ultra au sein d'un groupe de femmes assignée au projet Hut 6 (en), chargées de rentrer quotidiennement sur leur Typex les messages émis par les Allemands grâce à la machine Enigma. Les conditions de travail sont difficiles, ce groupe travaille dans une seule hutte en bois à peine chauffée ; le stress et l'excitation sont permanents.
Le 25 mai 1941, elle et plusieurs de ses collègues sont chargées d'identifier la localisation du cuirassé allemand le Bismarck. Peu de temps après, Jane Hughes décrypte un message qui rend compte du lieu et de la destination du cuirassé, menant à l'attaque du navire allemand par la Royal Navy et à son naufrage le 27 mai 1941. 
Projet classé secret par le gouvernement britannique jusqu'aux années 1990, le rôle décisif de Jane Hughes et de son unité dans cette attaque ne fut connu que très tard après les faits.

## Après la Seconde Guerre mondiale
Après avoir officié à Bletchley Park jusqu'en mai 1945, Jane Hughes se marie et change de nom. Elle entre à la Royal Academy of Music de Londres. Jusqu'au début des années 1960, elle mène une carrière de chanteuse d'opéra. Elle interprète Scylla dans l'opéra de Jean-Marie Leclair Scylla et Glaucus et la Sorcière dans Dido and Aeneas d'Henry Purcell.
En 1963, elle entre à la Victorian Society (en), association luttant pour la préservation de l'héritage et du patrimoine de l'époque Victorienne. Rejointe par son mari dans son combat, elle devient membre de l'Ordre de l'Empire britannique en 1976. 

## Vie privée
Mariée à Edward Fawcett, officier de la Royal Navy rencontré au cours de la Seconde Guerre mondiale, le couple a deux enfants, Carolin, chanteuse d'opéra et James, neurologue expérimental. Jane Fawcett meurt le 21 mai 2016. Elle est enterrée dans le cimetière de l'Église Saint-Pierre de Petersham où se trouve la plaque commémorative des époux.

## Publications
- (en) avec ICOMOS UK, Historic floors : their history and conservation, Oxford, Butterworth-Heinemann, 2001, 272 p. (ISBN 9780750654524 et 075065452X, OCLC 47356459, lire en ligne)
- (en) Seven Victorian Architects  (préf. Nikolaus Pesvner), Pennsylvania State University Press, 1990 (ISBN 9780500340707, présentation en ligne)
- (en) avec Graham Nicholson, The village in England : history and tradition, New York, Rizzoli, 1988, 197 p. (ISBN 9780847809561 et 0847809560, OCLC 17648708, lire en ligne)
- (en) avec David Wharton Lloyd, Jennifer Freeman, Save the City : a conservation study of the City of London, London, Society for the Protection of Ancient Buildings, 1977, 197 p. (OCLC 5878142, lire en ligne)
- (en) The future of the past : attitudes to conservation, 1174-1974, London, Thames and Hudson, 1976, 160 p. (ISBN 9780500232316 et 0500232318, OCLC 469875090, lire en ligne)
- (en) Research Award report by Jane Fawcett : Cathedral floor damage survey: surveys of the historic floors of cathedrals and greater (manuscrit) (OCLC 944335454, lire en ligne)

## Honneurs
- 1976 : décorée de l'Ordre de l'Empire Britannique (MBE)[7].
- 1976 : membre d'honneur du Royal Institute of British Architects[6].
- Miss Jane Caroline Hugues (Fawcett) figure dans la liste d'honneur des vétérans de Bletchley Park[8]